# Titolo di pretensione
Un titolo di pretensione è un titolo che fa riferimento a un territorio su cui non si esercita alcun dominio, ma che è utilizzato da un monarca come una forma di rivendicazione di sovranità su di esso.
Fernando García-Mercadal, autore di svariati studi di diritto dinastico, specifica che questo genere di rivendicazioni sono spesso fondate su ragioni etniche, culturali e storiche e fornisce come esempio il titolo di "re di Gibilterra", uno dei titoli storici del re di Spagna.
Il carattere rivedicativo dei titoli di pretensione li differenzia dai titoli pro memoria, i quali fanno anch'essi riferimento a un territorio perso nel passato, ma in una forma sempre onorifica e non rivendicativa.
Sebbene sia lecito parlare di "titoli di pretensione" anche in riferimento a quelli utilizzati da un pretendente al trono, è preferibile utilizzare per essi la più specifica denominazione di titoli di segnalamento.